# Ohlungen
Ohlungen är en kommun i departementet Bas-Rhin i regionen Grand Est (tidigare regionen Alsace) i nordöstra Frankrike. Kommunen ligger i kantonen Haguenau som tillhör arrondissementet Haguenau. År 2022 hade Ohlungen 1 381 invånare.

## Befolkningsutveckling
Antalet invånare i kommunen Ohlungen
| Referens: INSEE |